# Parti républicain libéral
Liberalna Partia Republikańska (fr. Parti républicain libéral) – kongijska partia polityczna, istniejąca od 1991 roku. Od 2016 roku wchodzi w skład rządu Kongijskiej Partii Pracy.

## Historia
Partia została założona w 1991 roku przez Nicéphore Saint-Eudesa. W wyborach prezydenckich w 2002 roku kandydatem partii był Bonaventure Mizidy, który zajął ostatnie miejsce spośród wszystkich kandydatów. W tym samym roku w wyborach do Zgromadzenia Narodowego deputowanym został lider partii Saint-Eudes. W wyborach parlamentarnych w 2007 roku Saint-Eudes nie został ponownie wybrany, a partia nie uzyskała żadnych mandatów. W wyborach prezydenckich w 2009 roku kandydatem partii został Saint-Eudes, który uplasował się na trzecim miejscu. W wyborach do Senatu w 2011 roku partia uzyskała jednego deputowanego, którym został Saint-Eudes. Został on przewodniczącym Komisji Gospodarki i Finansów Senatu. W wyborach do Zgromadzenia Narodowego w 2012 roku partia wprowadziła jednego deputowanego. W kwietniu 2016 roku partia dołączyła do rządu, a Saint-Eudes został powołany na stanowisko ministra kształcenia technicznego i kształcenia zawodowego oraz zatrudnienia. W wyborach parlamentarnych w 2017 roku został ponownie uzyskała jednego deputowanego oraz jednego senatora. Po wyborach ponownie weszła w skład rządu. W wyborach parlamentarnych w 2022 roku uzyskała dwóch deputowanych. W wyborach do Senatu w 2023 roku ponownie wprowadziła jednego senatora. 

## Program
W programie politycznym partii znajduje się m.in.:
- sekularyzm państwowy,
- poszanowanie wolności obywatelskich,
- kontrolowana gospodarka liberalna
- ochrona środowiska i zrównoważony rozwój,
- zmniejszanie nierówności płciowych.